# پوتسا دی فاسا
پوتسا دی فاسا (به ایتالیایی: Pozza di Fassa) یک کومونه در ایتالیا است که در ترنتینو واقع شده‌است.

## خصوصیات
پوتسا دی فاسا ۷۳٫۲ کیلومترمربع مساحت و ۱٬۸۶۷ نفر جمعیت دارد و ۱٬۴۳۰ متر بالاتر از سطح دریا واقع شده‌است.

## نگارخانه

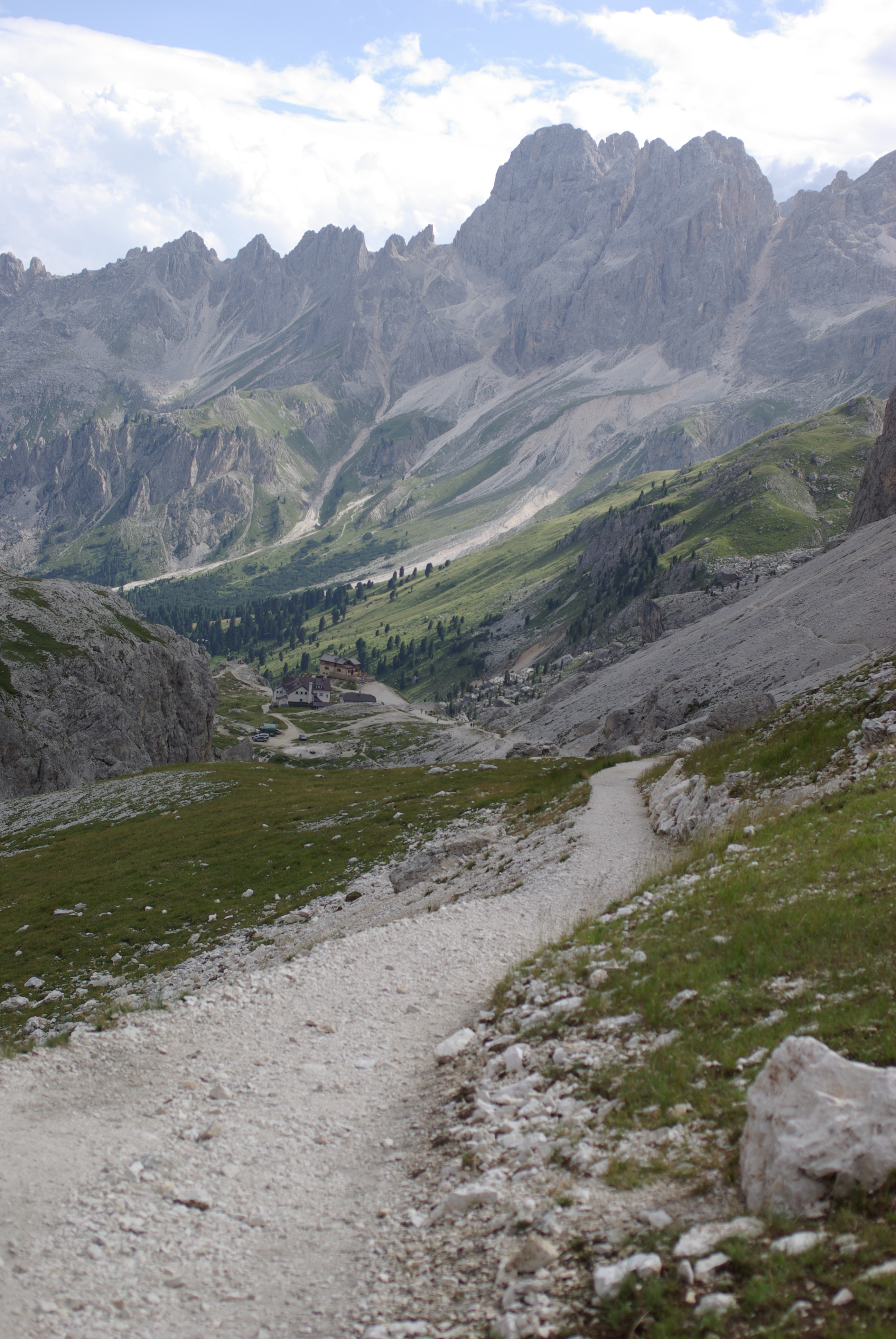
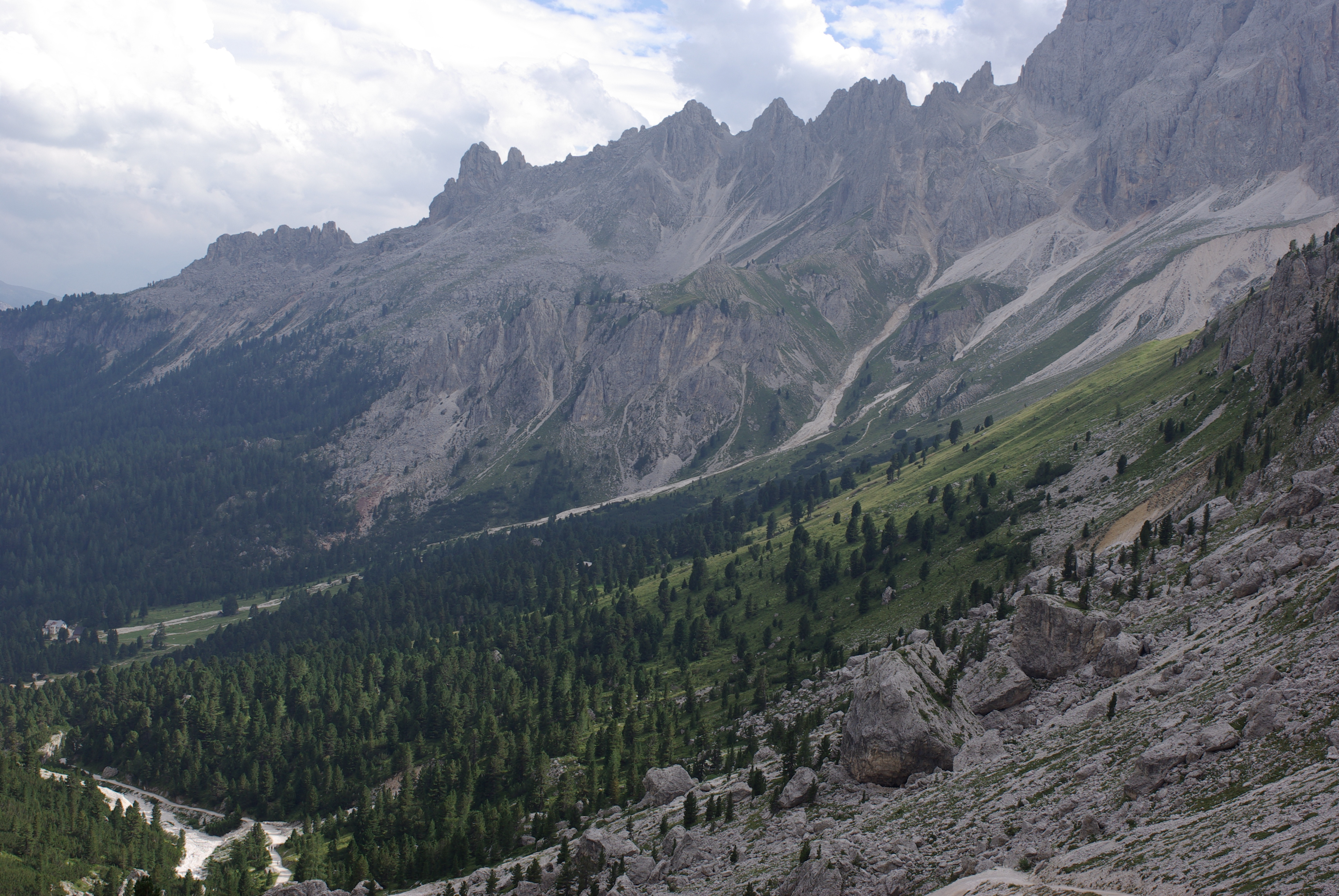
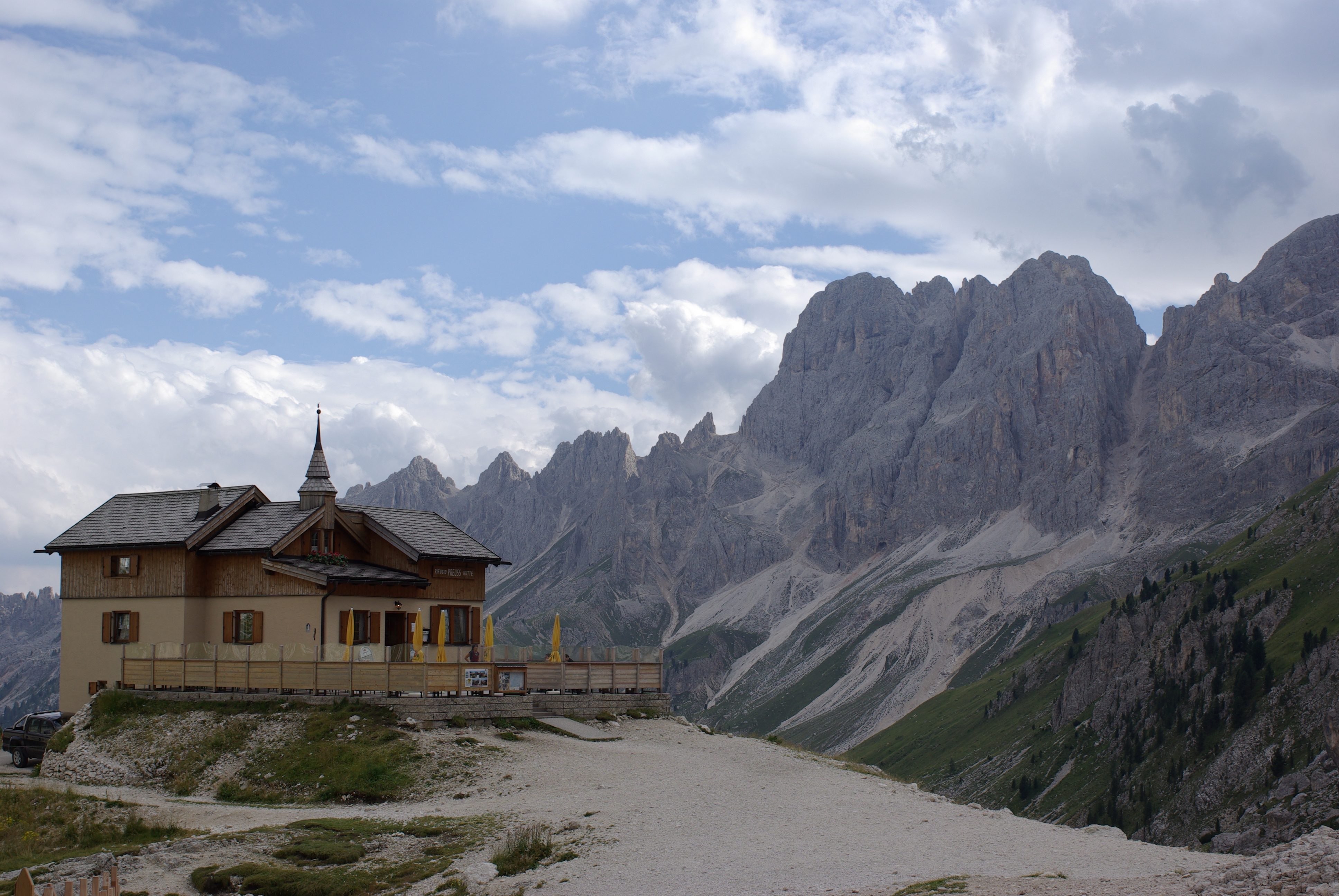
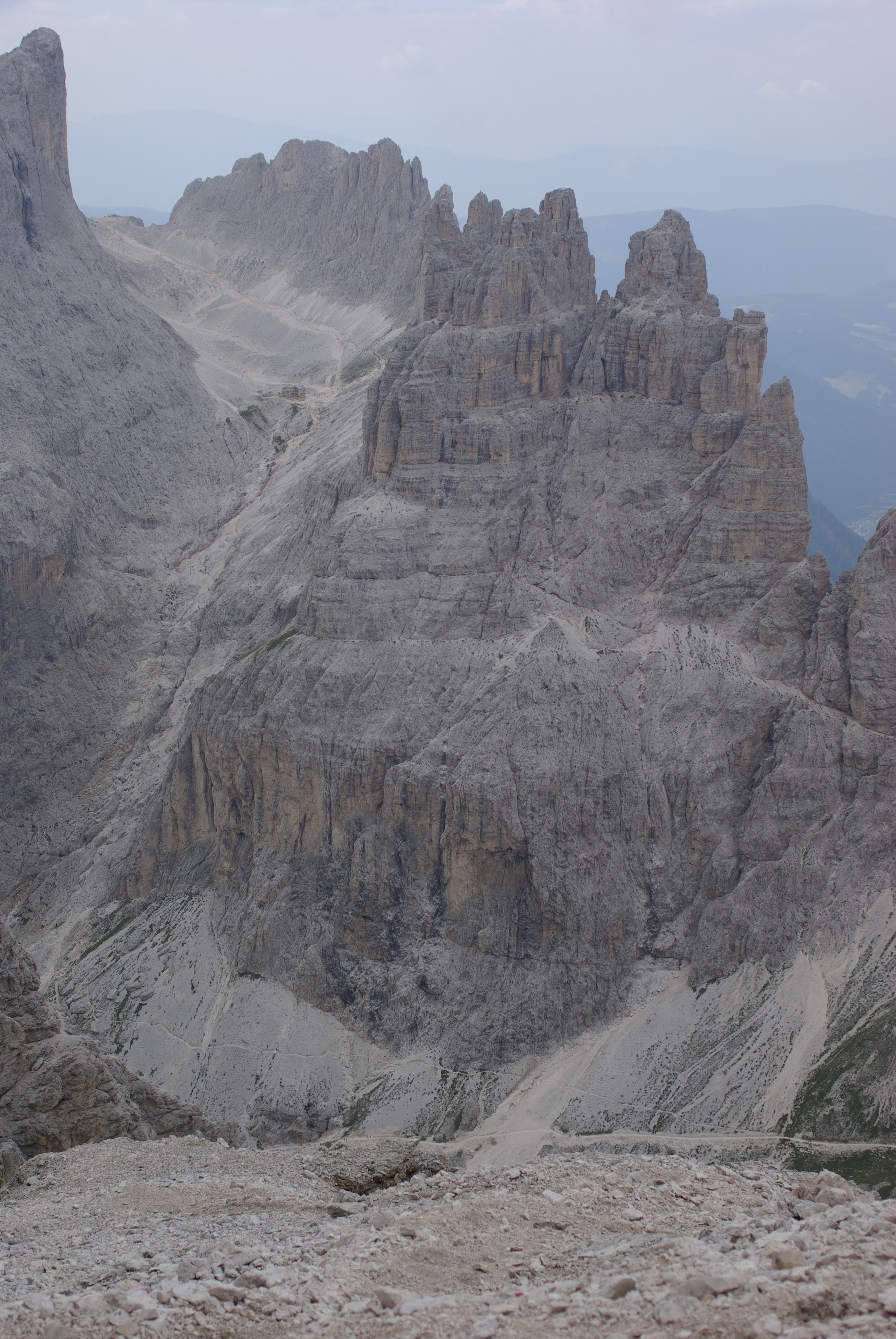
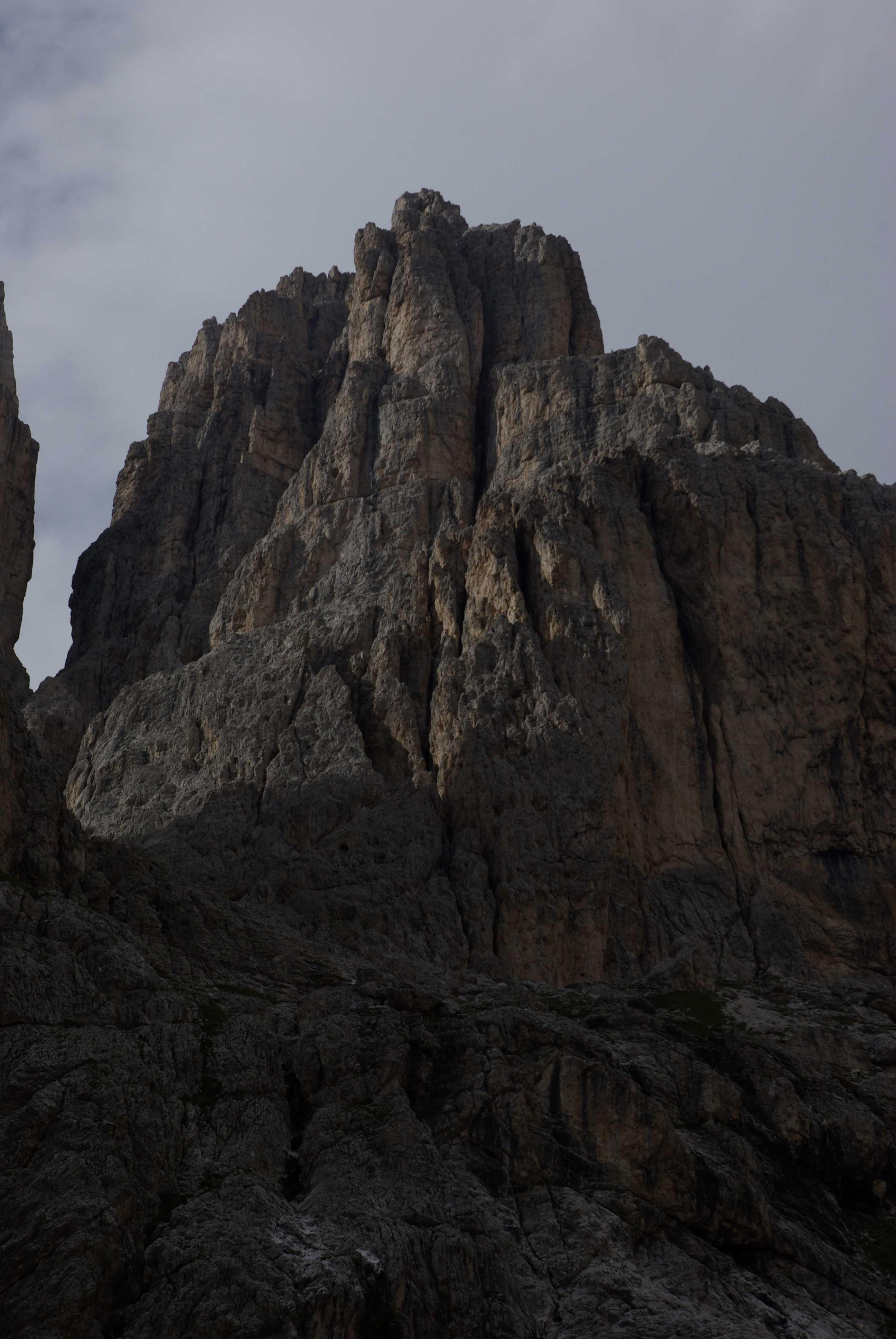
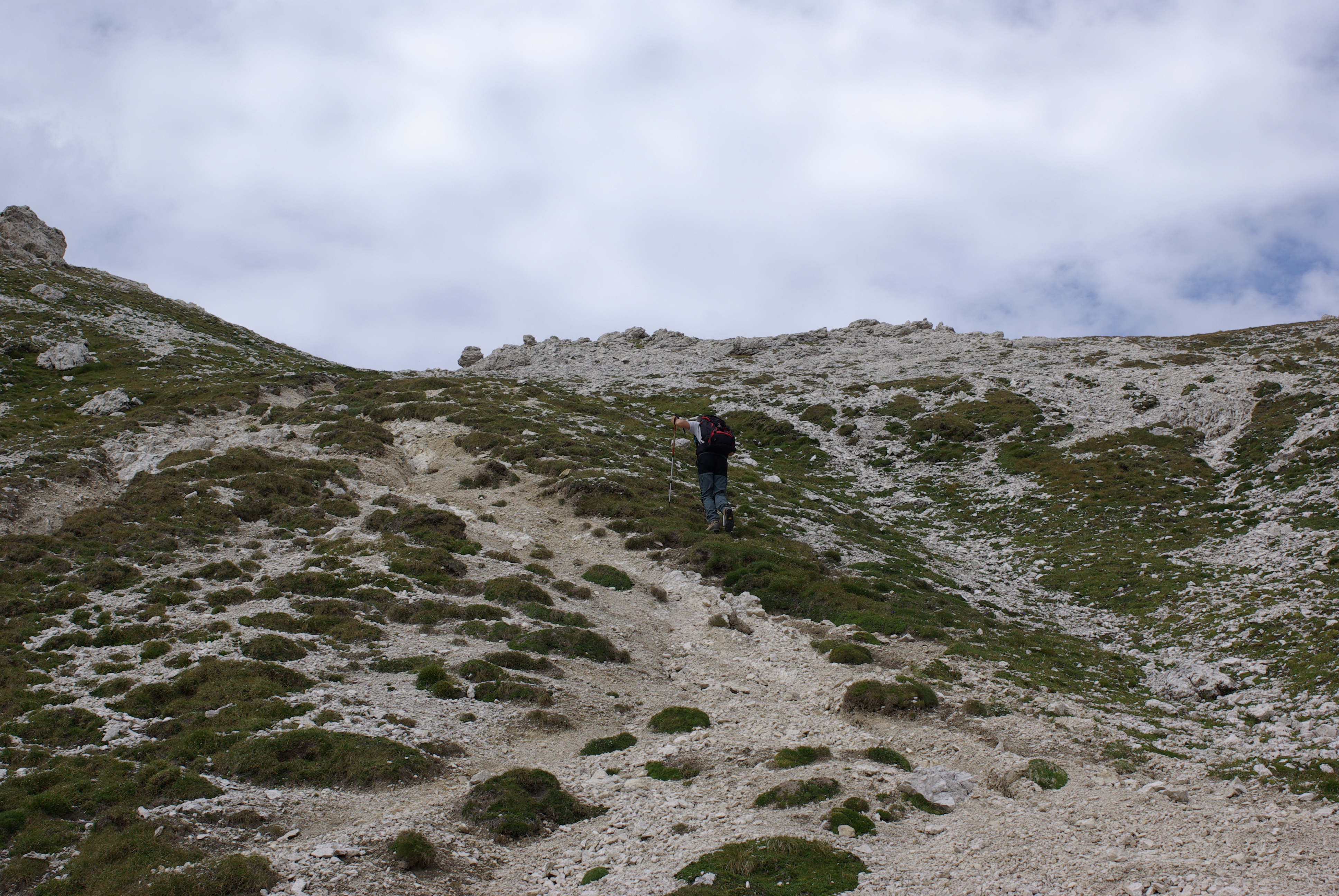
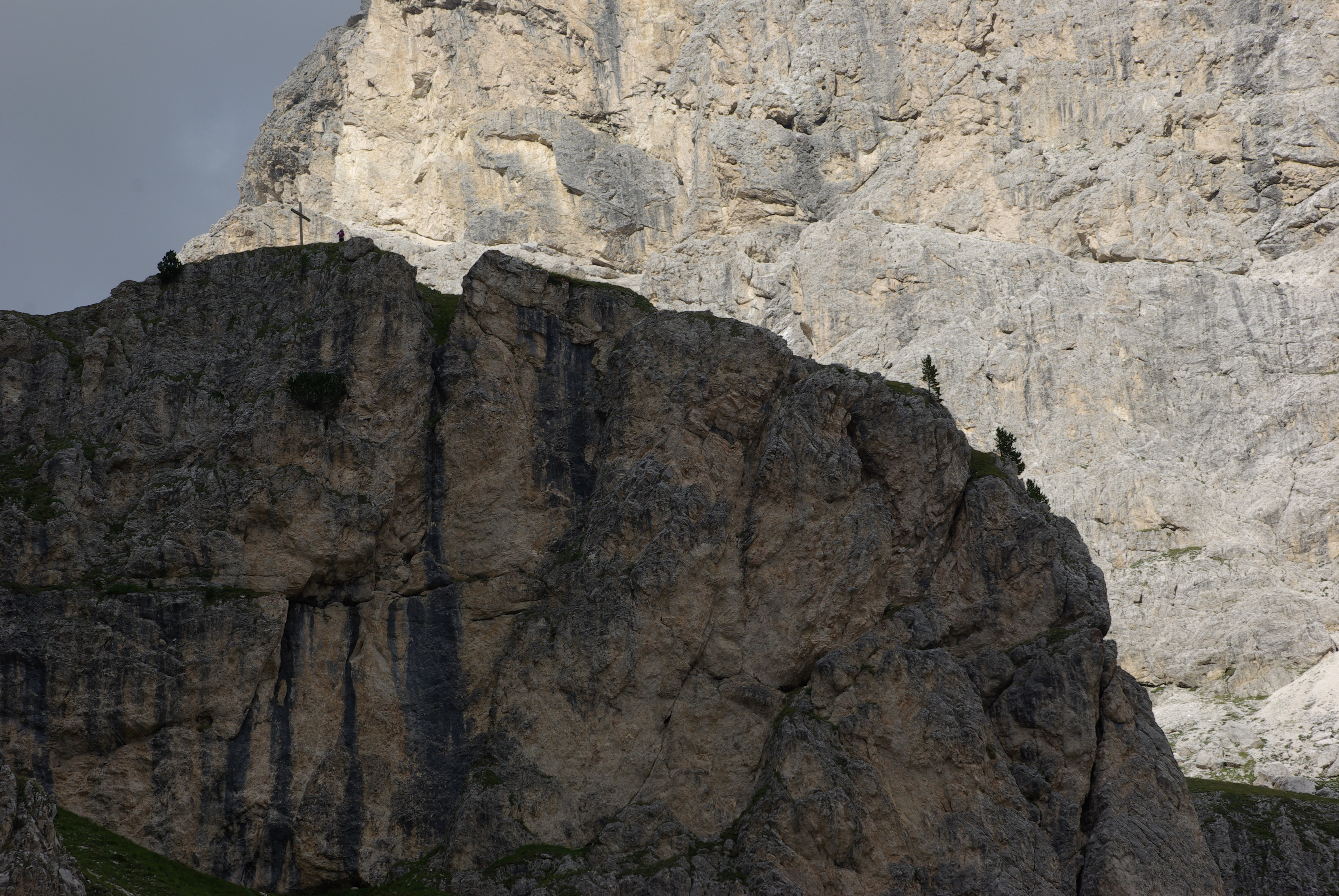
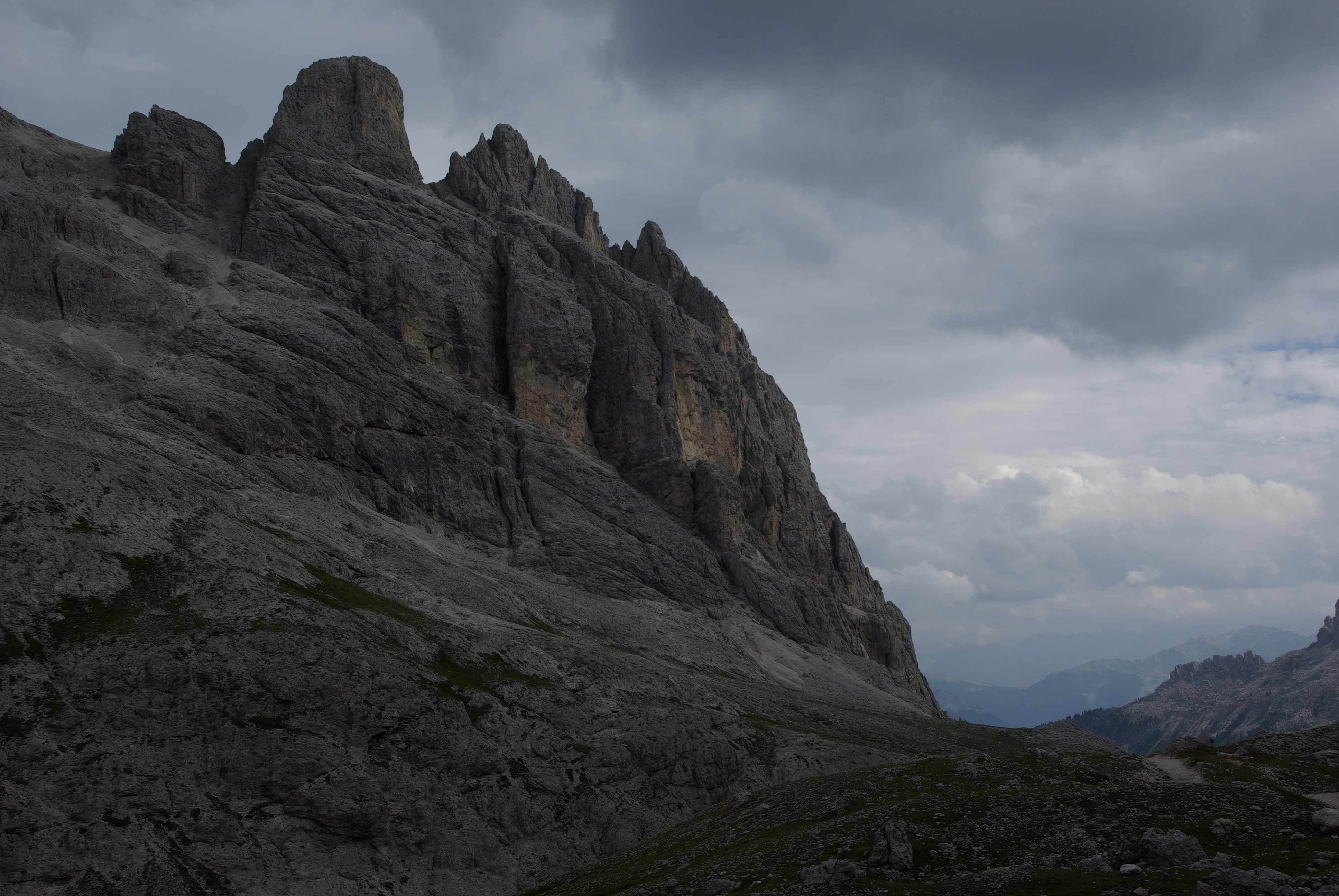
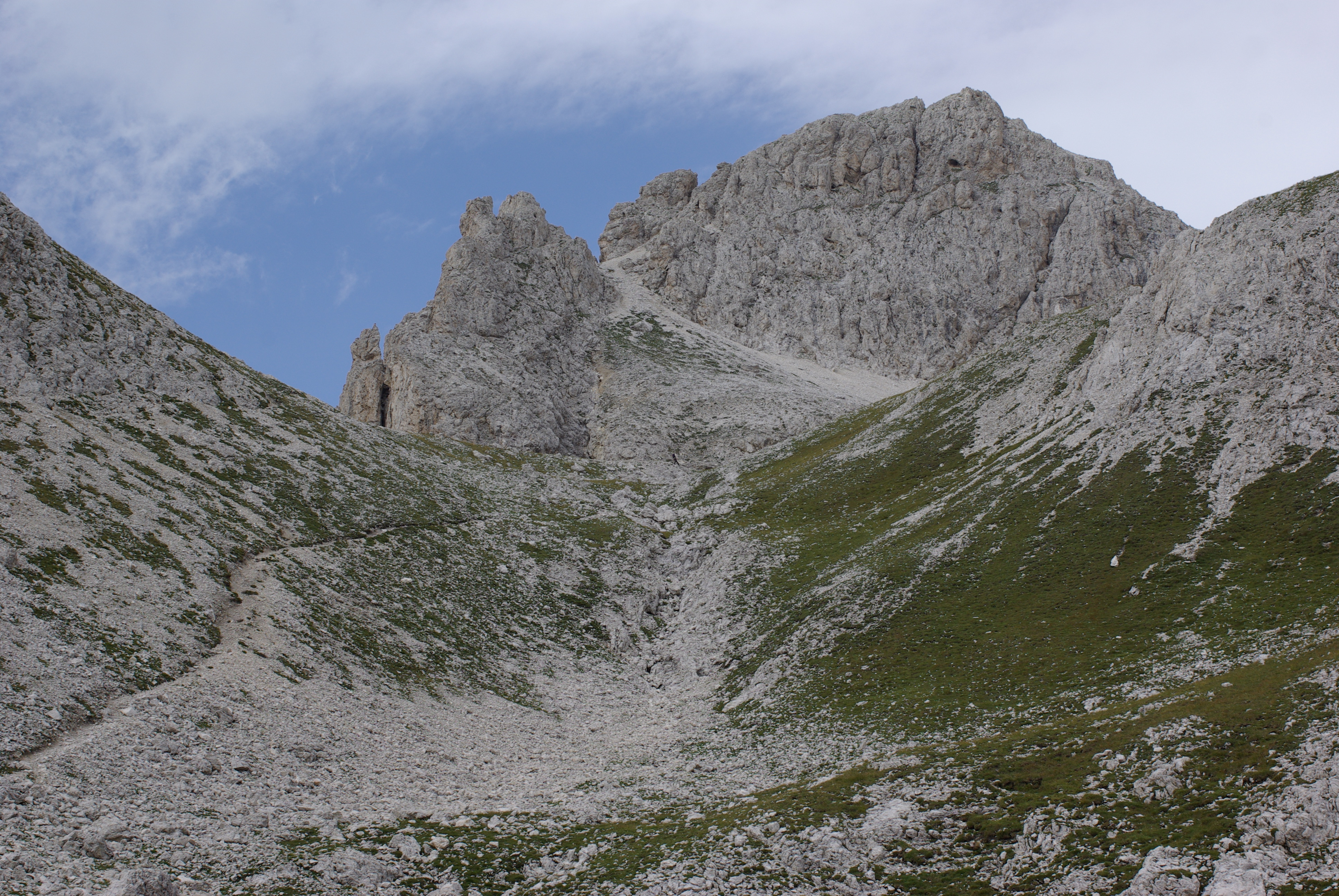
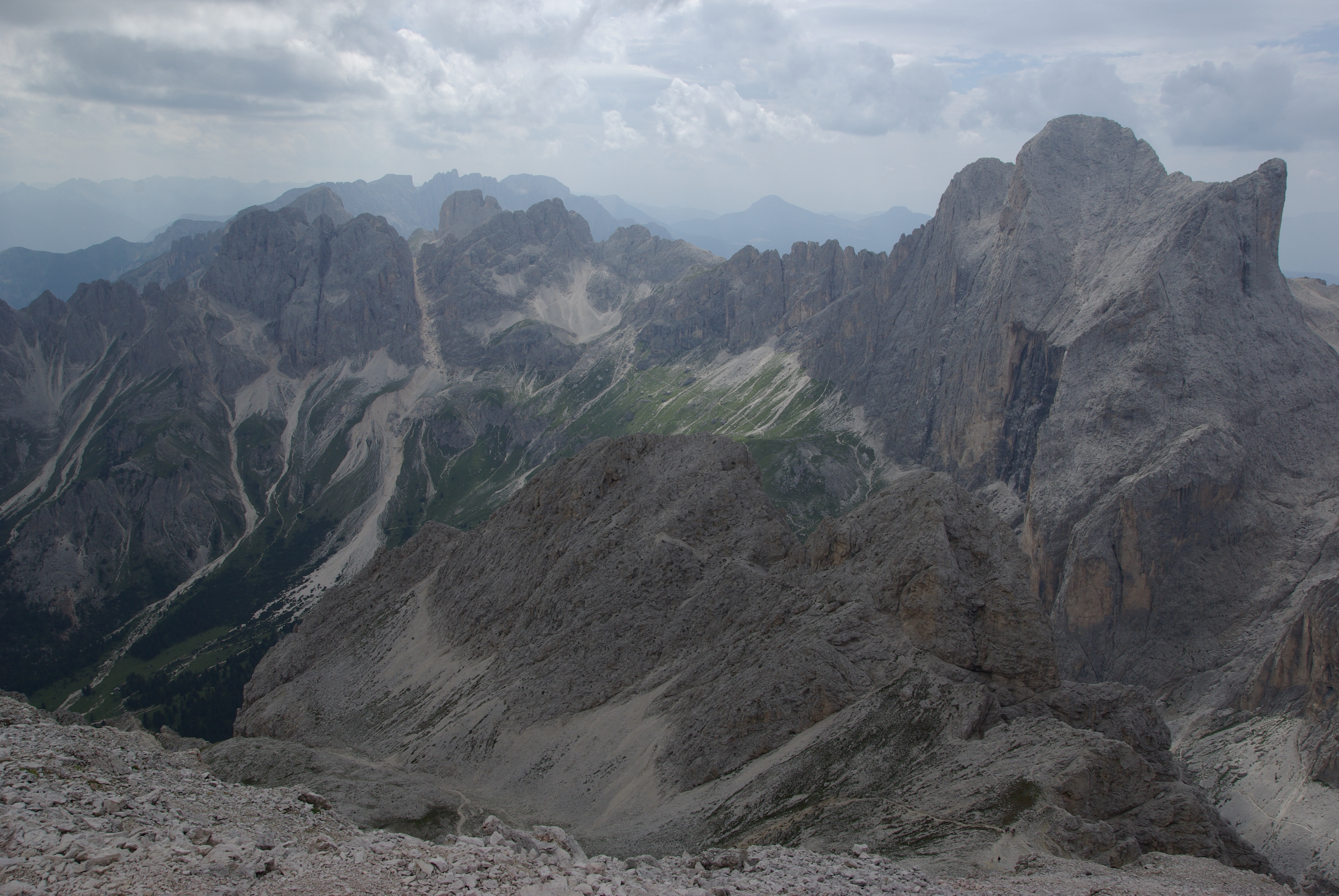
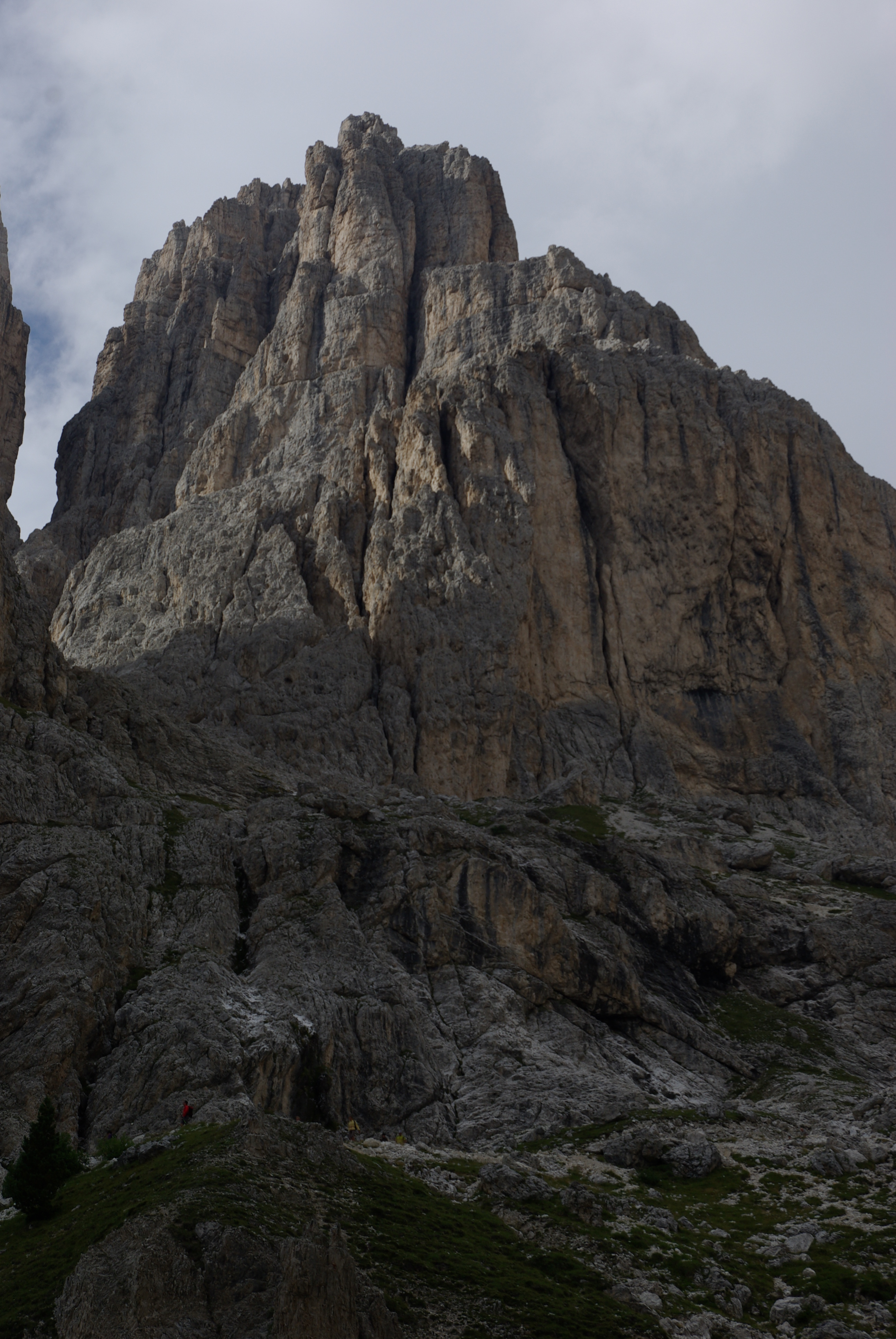
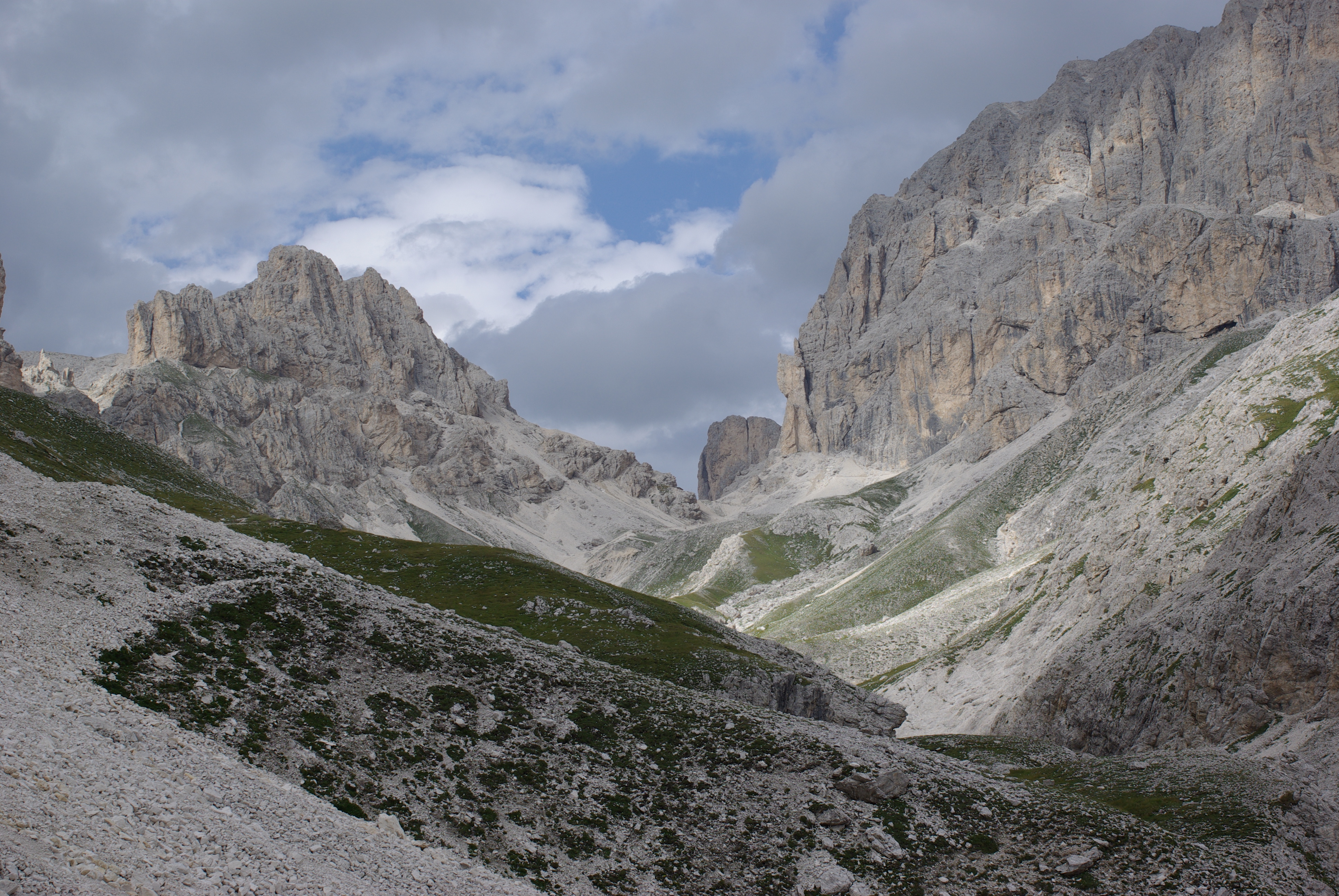
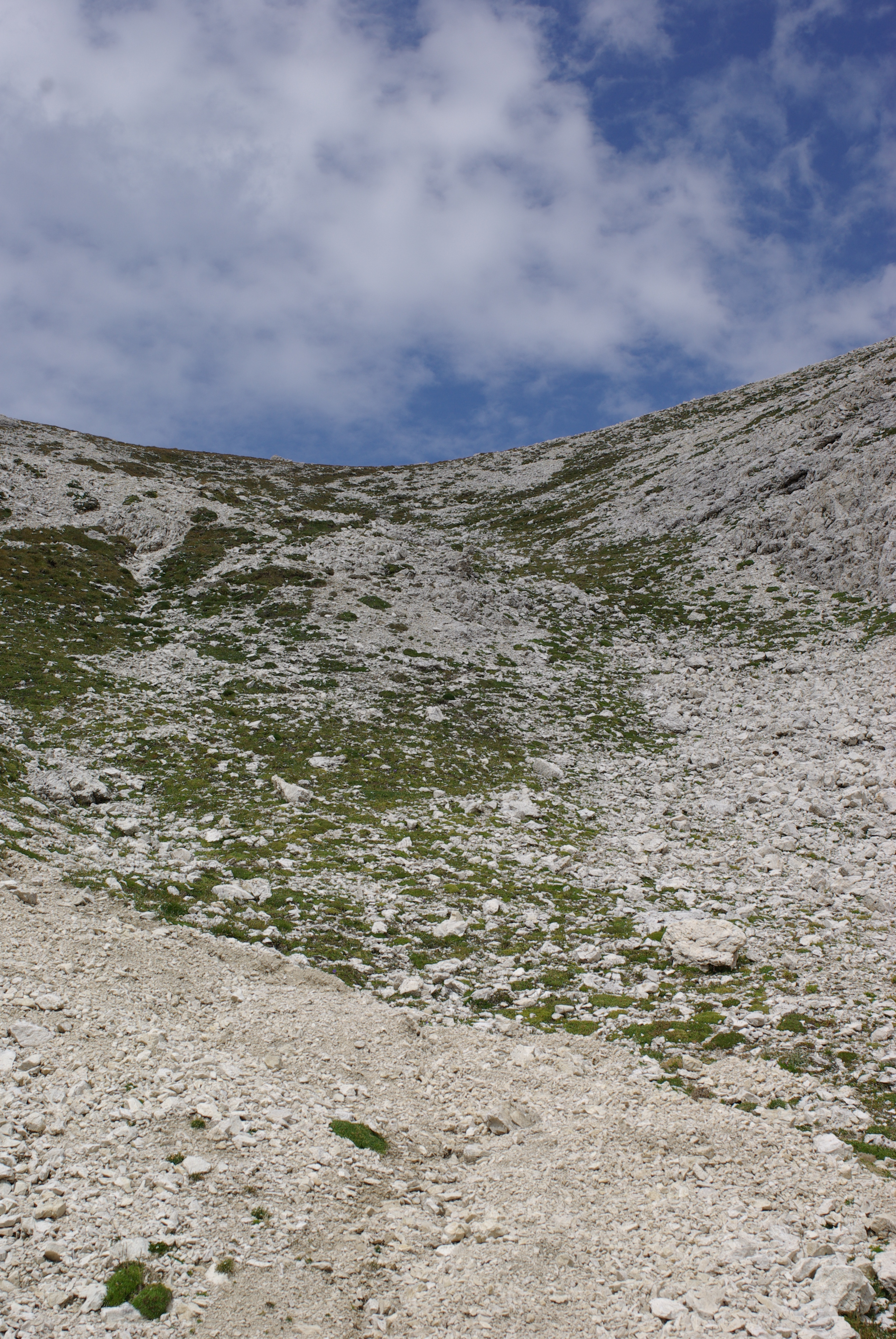
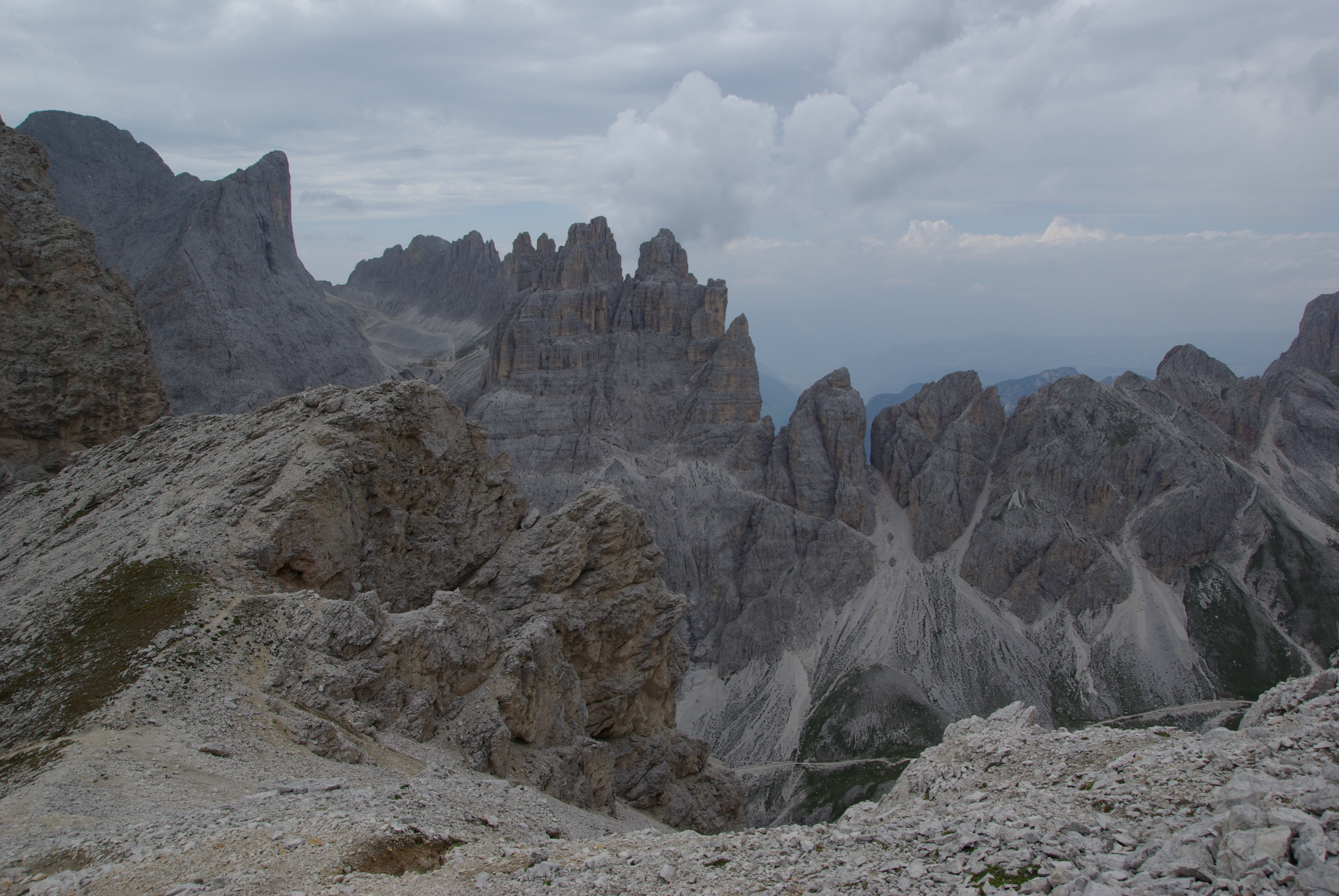
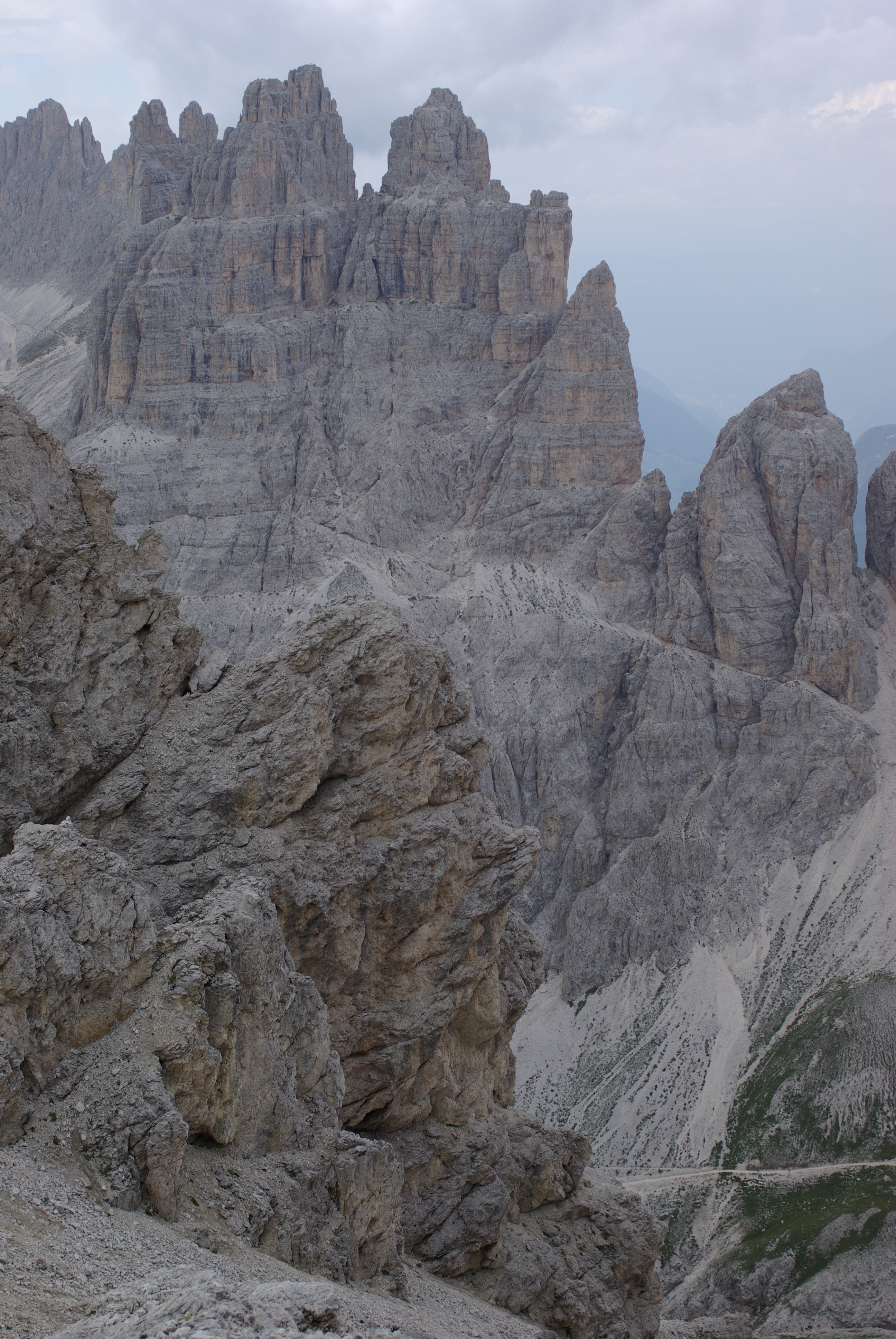